# هنری میتلند ویلسون
هنری میتلند ویلسون (انگلیسی: Henry Maitland Wilson; ۵ سپتامبر ۱۸۸۱ – ۳۱ دسامبر ۱۹۶۴) فرد نظامی اهل بریتانیا بود. وی همچنین برندهٔ جوایزی همچون نشان حمام، نشان امپراتوری بریتانیا، و نشان خدمات برجسته (ارتش آمریکا) شده‌است.